# Jablonka
Jablonka és un poble i municipi d'Eslovàquia que es troba a la regió de Trenčín.

## Història
La primera menció escrita de la vila es remunta al 1690.

## Demografia
| Godina             | 1994 | 2004    | 2014   | 2024   |
| ------------------ | ---- | ------- | ------ | ------ |
| Nombre de persones | 600  | 517     | 482    | 474    |
| Diferència         |      | −13,83% | −6,76% | −1,65% |

| Godina             | 2023 | 2024 |
| ------------------ | ---- | ---- |
| Nombre de persones | 474  | 474  |
| Diferència         |      | +0%  |